# Conoderinae
Conoderinae Schönherr, 1833 è una sottofamiglia di coleotteri appartenente alla famiglia Curculionidae.

## Tassonomia
Comprende le seguenti tribù e sottotribù:
- tribù Arachnopodini Lacordaire, 1865
- tribù Campyloscelini Schönherr, 1845
  - sottotribù Campyloscelina Schönherr, 1845
  - sottotribù Corynemerina Hustache, 1929
  - sottotribù Phaenomerina Faust, 1898
- tribù Conoderini Schönherr, 1833
- tribù Coryssomerini Thomson, 1859
- tribù Coryssopodini Lacordaire, 1865
- tribù Lechriopini Lacordaire, 1865
- tribù Lobotrachelini Lacordaire, 1865
- tribù Mecopini Lacordaire, 1865
- tribù Menemachini Lacordaire, 1865
- tribù Othippiini Morimoto, 1962
- tribù Peloropodini Hustache, 1932
- tribù Piazurini Lacordaire, 1865
- tribù Sphadasmini Lacordaire, 1865
- tribù Trichodocerini Champion, 1906
- tribù Zygopini Lacordaire, 1865

In Europa la sottofamiglia è rappresentata da due sole specie: Coryssomerus capucinus ed Euryommatus mariae (Coryssomerini)